# Аеродром Никозија
Међународни аеродром Никозија (грч. Διεθνές Αεροδρόμιο Λευκωσίας, тур. Lefkoşa Uluslararası Havaalanı) је запуштени аеродром који се налази 8,2 km западно од кипарског главног града Никозије, у предграђу Лакатамија. Првобитно је био главни аеродром на острву, али је комерцијална активност престала након инвазије Турске на Кипар 1974. године. Сада се углавном користи као седиште Мировне мисије Уједињених нација на Кипру.